# Port lotniczy Równe
Port lotniczy Równe (ukr. Міжнародний аеропорт Рівне, ang. Rivne International Airport, kod IATA: RWN, kod ICAO: UKLR) – międzynarodowe lotnisko w Równem, na Ukrainie.